# Arctornis
Arctornis là một chi bướm đêm thuộc họ Erebidae.

## Các loài
- Arctornis adusta Toxopeus, 1948
- Arctornis alba Bremer, 1861
- Arctornis albescens Holloway, 1999
- Arctornis anser Collenette, 1938
- Arctornis anserella Collenette, 1938
- Arctornis arbor-christi Toxopeus, ?
- Arctornis ardea holloway, 1999
- Arctornis asymmetricus Holloway, 1999
- Arctornis aureopalpatus Holloway, 1999
- Arctornis bicalcaratus Holloway, 1999
- Arctornis bilobuncus Holloway, 1999
- Arctornis bisetosus Holloway, 1999
- Arctornis brunnescens Holloway, 1999
- Arctornis byssina Toxopeus, 1948
- Arctornis calcariphallus Holloway, 1999
- Arctornis camurisquama Collenette, 1932
- Arctornis ceconimena Collenette, 1935
- Arctornis chichibense Matsumura, 1921
- Arctornis clavigera Toxopeus, 1948
- Arctornis clavimicruncus Holloway, 1999
- Arctornis cloanges Collenette, 1935
- Arctornis comma Hutton, 1865
- Arctornis contrarcuatus Holloway, 1999
- Arctornis corrugata Toxopeus, 1948
- Arctornis cretosanaphtha Holloway, 1999
- Arctornis cretoserratus Holloway, 1999
- Arctornis crocophala Collenette, 1951
- Arctornis crocoptera Collenette, 1934
- Arctornis cygna Moore, 1879
- Arctornis cygnopsis Collenette, 1934
- Arctornis dialitha Collenette, 1938
- Arctornis diaphana Moore, 1879
- Arctornis diaphora Collenette, 1934
- Arctornis diatreta Toxopeus, 1948
- Arctornis dinawa Bethune-Baker, 1904
- Arctornis discirufa Swinhoe, 1903
- Arctornis divisa Walker, 1855
- Arctornis dorsalineatus Holloway, 1999
- Arctornis egens Felder, 1861
- Arctornis egerina Swinhoe, 1893
- Arctornis erasmia Toxopeus, 1948
- Arctornis excavatus Holloway, 1999
- Arctornis faucium Holloway, 1999
- Arctornis fenestriculata Strand, 1910
- Arctornis ferruginicosta Holloway, 1999
- Arctornis flaccida Toxopeus, 1948
- Arctornis flaminea Toxopeus, 1948
- Arctornis flavescens Moore, 1877
- Arctornis flavicostatum Matsumura, 1927
- Arctornis flora Swinhoe, 1903
- Arctornis florella Collenette, 1935
- Arctornis formosensis Strand, 1922
- Arctornis galanthina Toxopeus, 1948
- Arctornis galene Toxopeus, 1948
- Arctornis gelasphora Collenette, 1935
- Arctornis graciliclava Holloway, 1999
- Arctornis hemilabda Collenette, 1938
- Arctornis heteroides Collenette, 1938
- Arctornis hipparia Swinhoe, 1893
- Arctornis intacta Walker, 1866
- Arctornis isabella Toxopeus, 1948
- Arctornis kanazawai Inoue, 1982
- Arctornis kenya Collenette, 1931
- Arctornis keranganaphtha Holloway, 1999
- Arctornis kumatai Inoue, 1956
- Arctornis l-nigrum Mueller, 1794
- Arctornis labi Holloway, 1999
- Arctornis leucoscela Collenette, 1934
- Arctornis linguluncus Holloway, 1999
- Arctornis linteola Toxopeus, 1948
- Arctornis listrophora Collenette, 1951
- Arctornis lumulosa Mackey, 1984
- Arctornis macrocera Sharpe, 1890
- Arctornis magnaclava Holloway, 1999
- Arctornis mallephrika Holloway, 1999
- Arctornis malleuncus Holloway, 1999
- Arctornis marginalis Walker, 1862
- Arctornis marginata Moore, 1883
- Arctornis melanocraspis Hampson, 1905
- Arctornis meridionalis Holloway, 1982
- Arctornis micacea Walker, 1862
- Arctornis minutissima Swinhoe, 1903
- Arctornis monobalia Collenette, 1933
- Arctornis montananaphtha Holloway, 1999
- Arctornis moorei Leech, 1899
- Arctornis mulunaphtha Holloway, 1999
- Arctornis naphtha Holloway, 1999
- Arctornis nigrobustus Holloway, 1999
- Arctornis niphobola Collenette, 1932
- Arctornis nivosa Walker, 1865
- Arctornis obrtusa Walker, 1862
- Arctornis opalina Collenette, 1951
- Arctornis oranaphtha Holloway, 1999
- Arctornis ouria Collenette, 1938
- Arctornis palea Toxopeus, 1948
- Arctornis parvaclava Holloway, 1999
- Arctornis pellucida Swinhoe, 1903
- Arctornis pellucidoides Holloway, 1999
- Arctornis peninsularis Holloway, 1982
- Arctornis perfecta Walker, 1862
- Arctornis phaeocraspeda Collenette, 1938
- Arctornis phasmatodes Collenette, 1932
- Arctornis phrika Collenette, 1932
- Arctornis plumbacea Swinhoe, 1903
- Arctornis poecilonipha Collenette, 1932
- Arctornis prasioneura Toxopeus, 1948
- Arctornis primula Swinhoe, 1903
- Arctornis pseudungula Holloway, 1999
- Arctornis psola Collenette, 1938
- Arctornis rhopica Toxopeus, 1948
- Arctornis riguata Snellen, 1895
- Arctornis rufimarginata Swinhoe, 1903
- Arctornis rugosacculus Holloway, 1999
- Arctornis rutila Fabricius, 1781
- Arctornis salebrosa Toxopeus, 1948
- Arctornis salsa Toxopeus, 1948
- Arctornis satinata Toxopeus, 1948
- Arctornis sclerotuncus Holloway, 1999
- Arctornis secula Holloway, 1999
- Arctornis semihyalina Swinhoe, 1904
- Arctornis sericea Moore, 1877
- Arctornis silhetica Walker, 1865
- Arctornis sinensis Moore, 1877
- Arctornis singaporensis Strand, 1914
- Arctornis sinuharpe Holloway, 1999
- Arctornis stibiessa Collenette, 1951
- Arctornis submarginata Walker, 1855
- Arctornis subvitrea Walker, 1865
- Arctornis tortricoides Walker, 1862
- Arctornis tossa Collenette, 1947
- Arctornis transiens Walker, 1862
- Arctornis trasiana Collenette, 1933
- Arctornis tridcorniger Holloway, 1999
- Arctornis ungula Holloway, 1999
- Arctornis velutina Toxopeus, 1948
- Arctornis virgamicruncus Holloway, 1999
- Arctornis xanthochila Collenette, 1935
- Arctornis xuthocraspeda Collenette, 1938